# HD 207832
HD 207832 är en ensam stjärna belägen i den norra delen av stjärnbilden Södra fisken. Den har en skenbar magnitud av ca 8,78 och kräver ett mindre teleskop för att kunna observeras. Baserat på parallax enligt Gaia Data Release 2 på ca 16,9 mas, beräknas den befinna sig på ett avstånd på ca 193 ljusår (ca 59 parsek) från solen. Den rör sig närmare solen med en heliocentrisk radialhastighet på ca -16 km/s.

## Egenskaper
HD 207832 är en gul till vit stjärna i huvudserien av spektralklass G5 V. Den har en massa som är ca 1,1 solmassor, en radie som är ca 0,97 solradier och har ca 0,78 gånger solens utstrålning av energi från dess fotosfär vid en effektiv temperatur av ca 5 800 K.
En studie 2014 upptäckte en röd dvärgstjärna eller brun dvärg med spektralklass M6.5, som en möjlig följeslagare med en mycket vid projicerad separation av 38,57 bågsekunder (2,0 ljusår).

## Planetssystem
År 2012 upptäcktes med metoden för mätning av radiell hastighet två exoplaneter, HD 207832 b och HD 207832 c, på vida, excentriska banor. Planetsystemet skulle förbli stabilt även om planetbanorna är coplanariska.
Även om upptäckten av den inre planeten bekräftades 2018 misstänktes upptäckten av båda planeterna vara falskt positiv 2020, eftersom nyare radiella hastighetsdata inte stöder planeternas existens.
| Planet         | Massa            | Halv storaxel (AE) | Siderisk omloppstid (d) | Excentricitet | Inklination | Radie |
| -------------- | ---------------- | ------------------ | ----------------------- | ------------- | ----------- | ----- |
| b (obekräftad) | ≥0,56 ± 0,091 MJ | 0,586 ± 0,032      | 160,07 ± 0,23           | 0,197 ± 0,053 | -           | -     |
| c (obekräftad) | ≥0,73 ± 0,12 MJ  | 2,112 ± 0,65       | 1 155,7 ± 54,0          | 0,27 ± 0,16   | -           | -     |